# Ali (film)
Ali – amerykański film biograficzny z 2001 roku w reżyserii Michaela Manna. Oparta na faktach opowieść o burzliwym życiu boksera Muhammada Alego.

## Opis fabuły
Akcja filmu rozgrywa się w latach 1964-1974, będących kluczowym okresem w życiu Alego. Początek tej dekady wyznacza zdobycie tytułu mistrza wagi ciężkiej jeszcze jako Cassius Clay, a kończy powrót na szczyt i zwycięska walka w Kinszasie z George'em Foremanem. Pomiędzy tymi wydarzeniami ukazane są wielkie zmiany w życiu sportowca: przejście na islam, zmiana nazwiska, przyjaźń z Malcolmem X i zaangażowanie w równouprawnienie Afroamerykanów, kolejne żony, protest przeciwko wojnie w Wietnamie i odmowa wstąpienia do wojska, odebranie tytułu mistrzowskiego i proces sądowy, powrót do formy po trzech latach zakazu walk bokserskich w związku z odebraniem licencji.

## Obsada
- Will Smith – Muhammad Ali
- Michael Bentt – Sonny Liston
- Jamie Foxx – Drew „Bundini” Brown
- Jon Voight – Howard Cosell
- Mario Van Peebles – Malcolm X
- Charles Shufford – George Foreman
- Ron Silver – Angelo Dundee
- Jeffrey Wright – Howard Bingham
- Mykelti Williamson – Don King

## Nagrody i nominacje (wybrane)
Oscary za rok 2001
- Najlepszy aktor – Will Smith (nominacja)
- Najlepszy aktor drugoplanowy – Jon Voight (nominacja)

Złote Globy 2001
- Najlepsza muzyka – Lisa Gerrard, Pieter Bourke (nominacja)
- Najlepszy aktor dramatyczny – Will Smith (nominacja)
- Najlepszy aktor drugoplanowy – Jon Voight (nominacja)

MTV Movie Awards 2002
- Najlepszy aktor – Will Smith